# Leye (Radevormwald)
Leye ist ein Ort von Radevormwald im Oberbergischen Kreis im nordrhein-westfälischen Regierungsbezirk Köln in Deutschland.

## Lage und Beschreibung

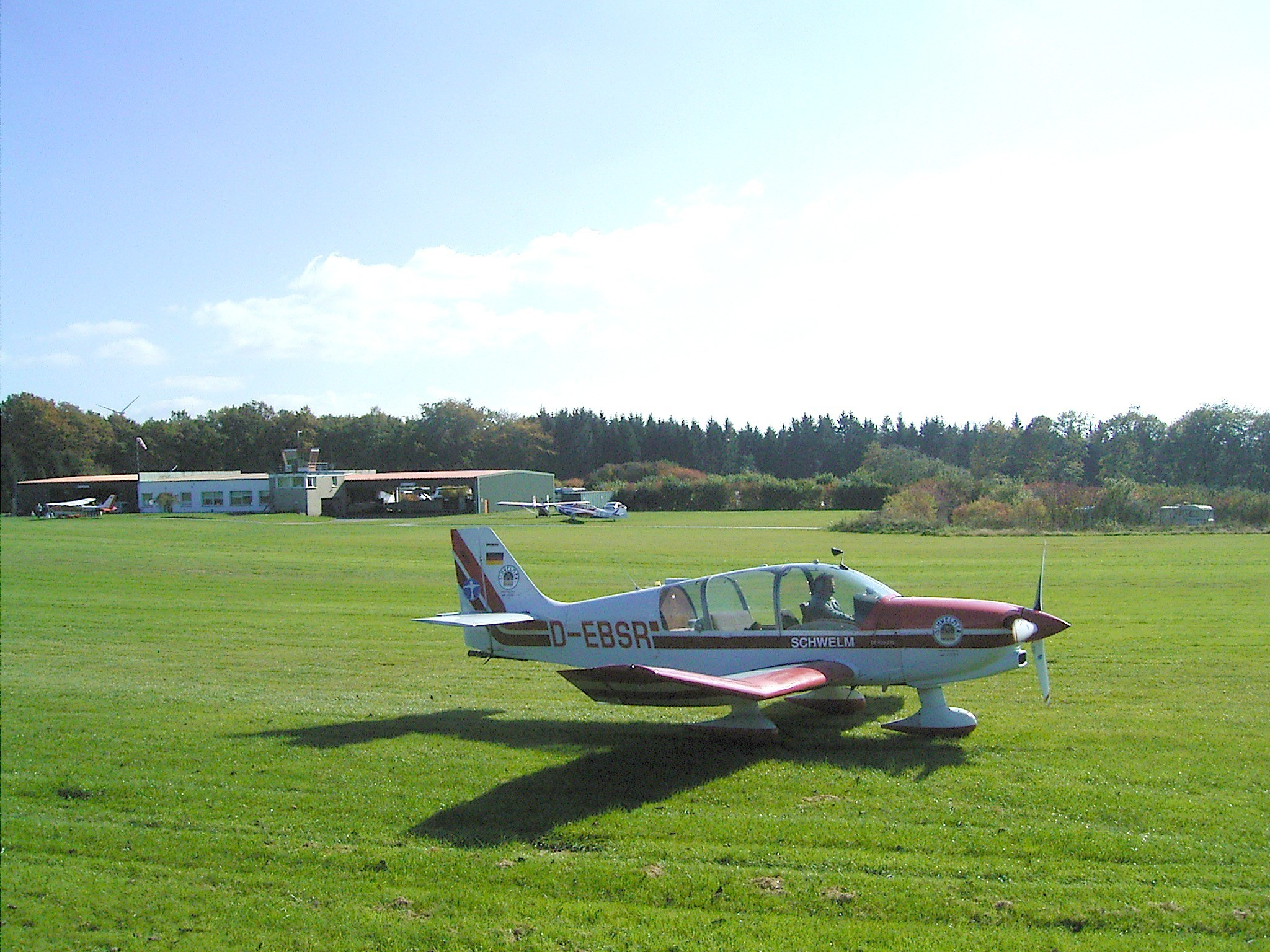
Auf der Landebahn des Segelfluggeländes

Gastwirtschaft an der Leye

Leye liegt an der Bundesstraße 483, welche Radevormwald und Ennepetal verbindet. Nachbarorte sind Wellringrade, Im Holte, Vogelshaus und Knefelskamp.
Hier befindet sich seit 1963 das Segelfluggelände Radevormwald-Leye, welches von einer Flugplatzgemeinschaft bestehend aus mehreren eigenständigen Vereinen genutzt wird.
Politisch im Stadtrat von Radevormwald vertreten wird Leye durch den Direktkandidaten des Wahlbezirks 170.

## Geschichte
1514 wurde der Ort das erste Mal urkundlich in Kirchenrechnungen der reformierten Gemeinde in Radevormwald jener Zeit aufgelistet. Die Schreibweise der Erstnennung war „von der Leyen“. Nach dem Ort benannte sich die ab 1579 erwähnte und hier ansässige Unternehmerfamilie von der Leyen, die 1656 nach Krefeld emigrierte und dort zu bekannten Seidenbaronen aufstieg.